# Carpentariabugten
Carpentariabugten (engelsk: Gulf of Carpentaria) er en større bugt i det nordlige Australien, mellem Arnhem Land og Kap York-halvøen. Vest og sydvest for bugten ligger Northern Territory og mod øst og sydøst ligger Queensland.
Geologisk set er bugten forholdsvis ny; frem til sidste istid var dette tørt land. I bugten ligger i dag øgruppen Wellesleyøerne.
13°45′S 139°00′Ø / 13.75°S 139°Ø